# Ester (Bijbel)
Ester ook gespeld als Esther (Hebreeuws: אֶסְתֵּר, ’æster, Hebreeuwse naam: הֲדַסָּה, hǎdassāh, Hadassah) is de hoofdfiguur van het gelijknamige boek Ester in de Hebreeuwse Bijbel. In de Septuagint wordt Εσθερ geschreven, de Vulgaat gebruikt Hester.
Het verhaal speelt zich af in de 5e eeuw v.Chr. Volgens dit verhaal was de Jodin Ester getrouwd met de Perzische koning Ahasveros, traditioneel geïdentificeerd met Xerxes I (alternatieven: Artaxerxes I en Artaxerxes III) in de tijd van de Achaemeniden. Haar geschiedenis is de basis voor de viering van Poerim in de Joodse traditie.
Herodotus schreef in zijn Historiën dat Xerxes' hoofdvrouw Amestris (dochter van Ostanis, de voornaamste strijdmakker van Darius I tijdens de vestiging van zijn bewind) ook in de latere jaren haar functie behield. Herodotus zwijgt over de gebeurtenissen uit het boek Ester.
Alternatief: Na verloren te zijn gegaan voor het Perzische Rijk onder Darius II werd Egypte pas onder Artaxerxes III (358–338 v.Chr.) weer ingelijfd. Verder regeerde laatstgenoemde na de omzwervingen van Herodotus en kwam het Perzische Rijk onder hem weer tot bloei.

## Etymologie
De naam Ester (אֶסְתֵּר, ’æster) is vermoedelijk een afleiding van de Babylonische godin Isjtar. In Daniël komt het gebruik voor dat Joden tijdens de Babylonische ballingschap namen kregen die gerelateerd waren aan Babylonische goden. "Mordechai" zou kunnen worden uitgelegd als bediende van Mardoek, een Babylonische god. 
Ester zou ook een Hebreeuwse interpretatie kunnen zijn geweest van de Proto-Semitische stam "ster/'morgen/avondster'", die met de /th/ in het Ugaritische Athtiratu en Arabische Athtar terechtkwam. De afleiding moet dan secundair zijn geweest voor de beginletter ajien die verward werd met een alef (die in het Akkadisch allebei door een klinker worden weergegeven), en de tweede medeklinker werd een /s/ (als in het Aramese asthr "heldere ster"), in plaats van een /sh/ zoals in het Hebreeuws en het meest gebruikelijk in het Akkadisch.
Een andere alternatieve afleiding is het Oudiraanse woord *star-, "ster". De Targoem verbindt de naam met het Perzische woord voor "ster", ستاره setareh (in het Sanskriet: sitara, stara of tara), met als verklaring dat Ester zo genoemd werd omdat zij zo mooi was als de morgenster. In de Talmoed (traktaat Joma 29a), wordt Ester vergeleken met de "morgenster", en wordt zij beschouwd als het onderwerp van Psalm 22, omdat de introductie daarvan is een "lied voor de morgenster". Ook wordt verband gelegd met het Sanskriet stri dat vrouw betekent en met het Hebreeuwse werkwoord סתר (str), dat verbergen betekent: de naam zou in het laatste geval iets als verborgen of ik zal mij verbergen kunnen betekenen.
Haar Hebreeuwse naam Hadassa (הֲדַסָּה, hǎdassāh) is de vrouwelijke vorm van הֲדַס, hǎdas, "mirte". Er wordt wel verondersteld dat de naam Ester komt van het Oudperzische woord astra dat ook mirte betekent.
Wilson, die Ahasveros identificeerde met Xerxes I en Vashti met Amestris, suggereerde dat zowel "Amestris" als "Ester" komt van het Akkadische Ammi-Ishtar of Ummi-Ishtar. Anderzijds suggereerde Hoschander Ishtar-udda-sha, "Isjtar is haar licht" als de oorsprong, met de mogelijkheid dat -udda-sha verwant was met de gelijkluidende Hebreeuwse naam Hadassah. Er zijn echter geen bronnen die deze namen bevestigen en zij komen uit het oorspronkelijke Babylonische Rijk van 2000 v.Chr., niet uit het Nieuw-Babylonische Rijk of het rijk van de Achaemeniden uit het boek Ester.

## Het verhaal
Koning Ahasveros hield een 180 dagen durend feestmaal in Susa. Aangeschoten door de wijn, beval hij dat zijn koningin Vashti de verzamelde gasten haar schoonheid kwam tonen. Toen de bedienden het bevel van de koning aan koningin Vashti overbrachten, weigerde zij echter te komen. Woedend over haar weigering te gehoorzamen, vroeg de koning zijn raadsheren wat er moest gebeuren. Een van hen zei dat alle vrouwen in het rijk zouden horen dat "Koning Ahasveros het bevel gaf dat koningin Vashti voor hem moest verschijnen, maar dat zij niet kwam." Daarop zouden deze vrouwen hun man verachten, wat in het koninkrijk veel problemen zou veroorzaken. Het zou daarom verstandig zijn Vashti weg te sturen.

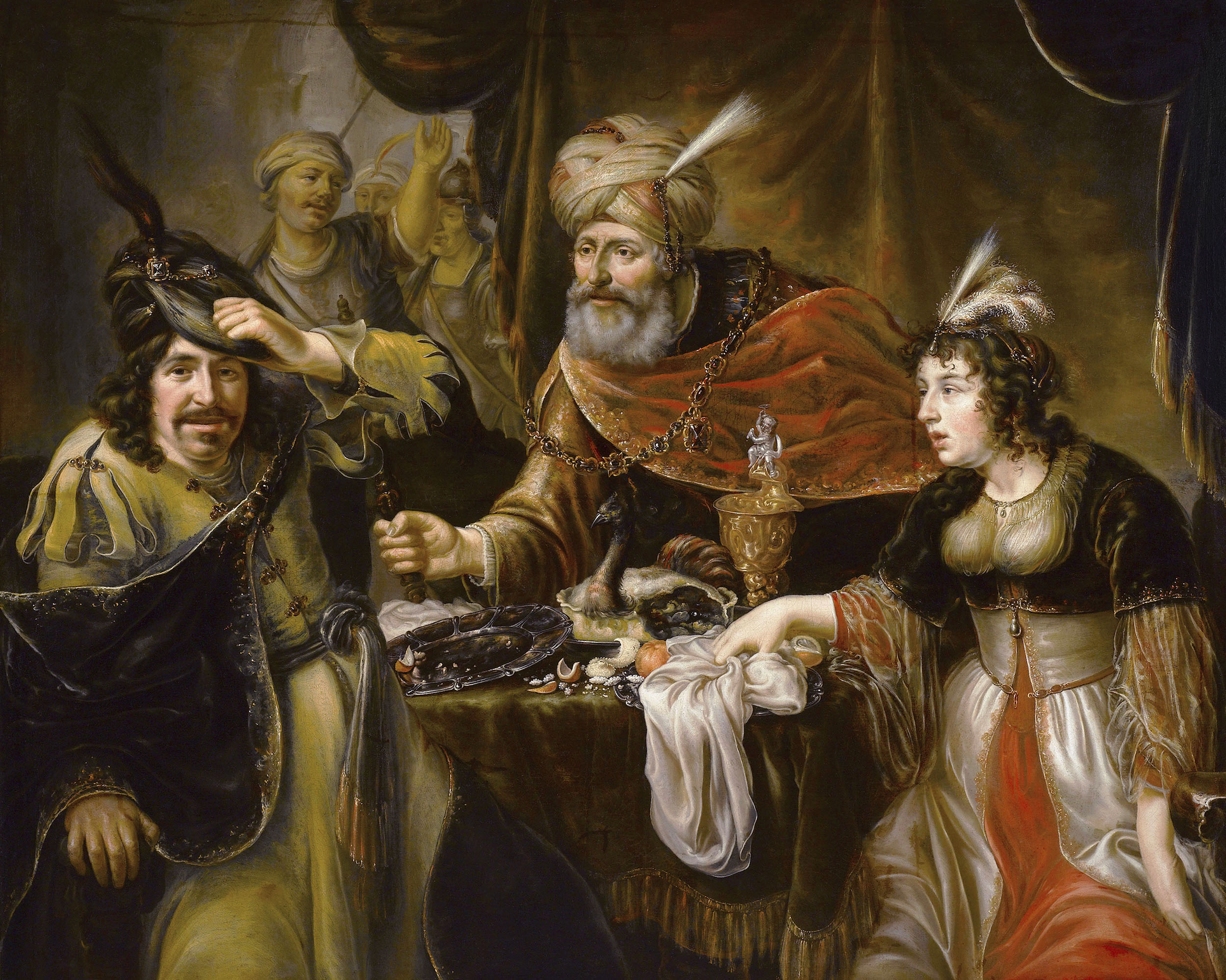
Het feestmaal van Esther door Johannes Spilberg II

De onhandelbare Vashti werd door de koning verstoten (484 v.Chr.), en vervolgens werden veel mooie meisjes voor de koning gebracht opdat hij een opvolgster voor haar kon kiezen. De koning koos Hadassah, een weeskind van een Benjamiet die  Abichaïl heette. Zij kreeg de Perzische naam Ester (480 v.Chr.). Hadassah had haar leven doorgebracht tussen de Joodse bannelingen in Perzië, waar ze beschermd werd door haar neef en voogd Mordechai. Toen Cyrus de bannelingen toestemming gaf naar Jeruzalem terug te keren, bleef zij bij Mordechai.

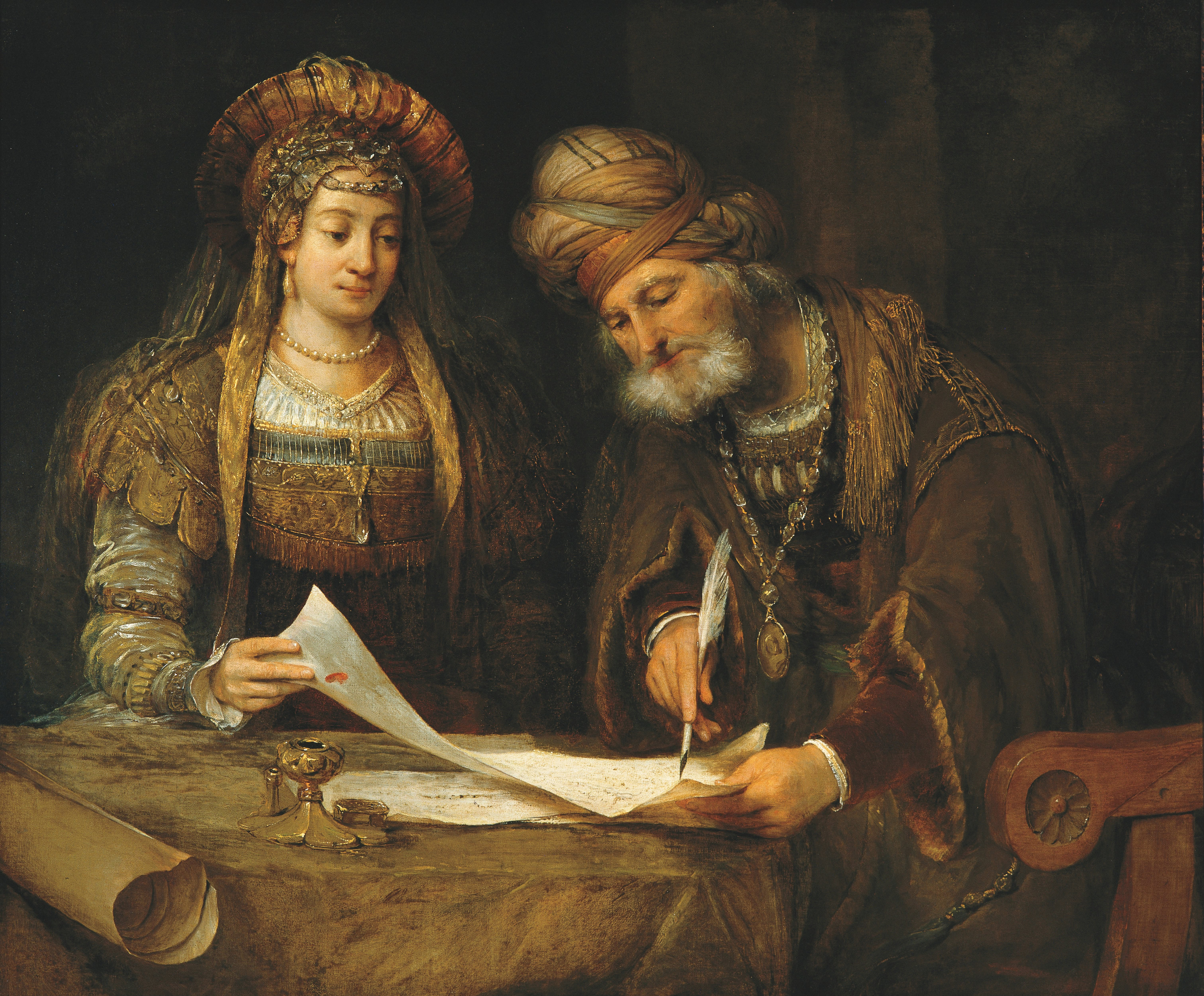
Esther spreekt met Mordechai

Mordechai was de zoon van Jaïr, een Benjamiet die samen met Jojachin gevangen was genomen door Nebukadnezar, koning van Babylon. Mordechai werd eerste minister van Ahasveros en woonde in de Perzische hoofdstad Susa. Toen hij op een dag bij de poort van het koninklijk paleis zat, hoorde hij toevallig een complot van twee hovelingen, de eunuchen, Bigtan en Teres, die een aanslag op de koning beraamden. Door de koning bij monde van Ester over het complot te informeren, zorgde Mordechai ervoor dat de twee samenzweerders ter dood gebracht werden, en de gebeurtenis werd vastgelegd in de koninklijke kronieken.
De grootvizier, de Amalekiet Haman, beval Mordechai voor hem te buigen. Op Mordechais weigering een voetval voor hem te maken (in het jodendom wordt het buigen voor mensen als een vorm van afgoderij beschouwd), vertelde Haman de koning dat de Joden een nutteloos en rumoerig volk waren dat geneigd was tot ontrouw, en hij beloofde 10.000 zilveren talenten aan de koninklijke schatkist te betalen voor de toestemming dit vreemde ras te plunderen en uit te roeien. Hij vaardigde daarop in 473 v.Chr. een wet uit waarin stond dat het hele Joodse volk uitgeroeid moest worden en hun bezittingen geconfisqueerd, op een door het lot bepaalde datum. Haman realiseerde zich niet dat Ester ook tot dit volk behoorde.
Toen hij dit nieuws hoorde, verscheurde Mordechai zijn kleren en deed hij as op zijn hoofd (tekenen van rouw of verdriet). Verscholen in de harem, was Ester zich niet bewust van het decreet tot Mordechai haar erover informeerde via Hathach, een van de kamerbedienden van de koning. Hij vertelde haar dat ze niet moest denken dat ze zou ontsnappen alleen omdat ze in het paleis was. Op verzoek van Ester kondigde Mordechai in Susa een algehele vastenperiode van drie dagen af.

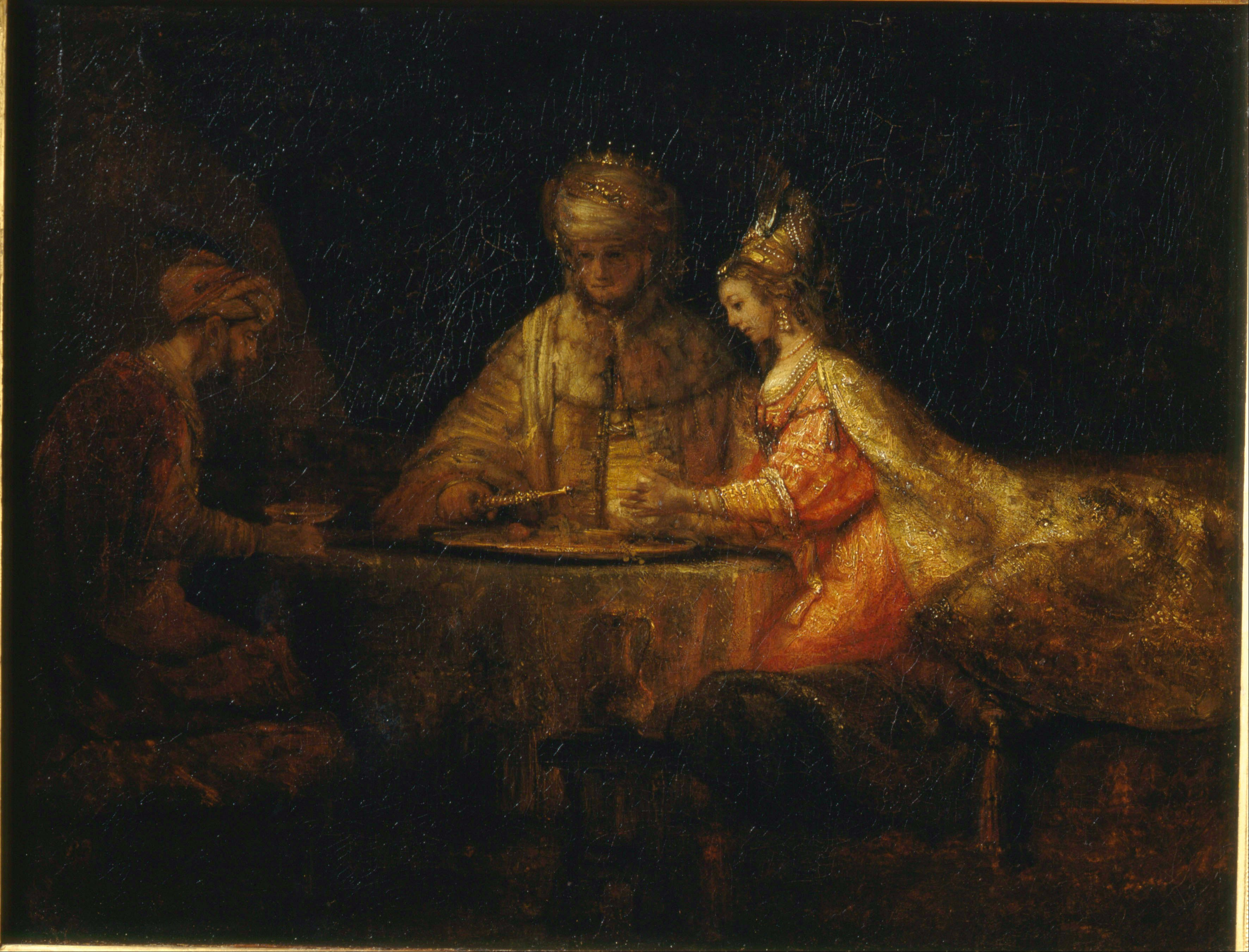
Ahasveros en Haman aan het feestmaal van Esther, door Rembrandt

Ester kon de koning niet benaderen zonder daarvoor gevraagd te worden, op straffe van de dood, en de koning had haar in dertig dagen niet laten komen, wat kon betekenen dat zij uit de gunst was geraakt (in de Septuagint wordt dit heel levendig beschreven). Niettemin kleedde zij zich aan het eind van vastenperiode in haar koninklijke gewaad en verscheen voor de koning. Op de vraag van de koning wat zij wilde, gaf zij niet direct antwoord, maar nodigde zij hem en Haman uit voor een banket dat ze had aangericht. Aan het banket accepteerden zij haar uitnodiging de volgende dag weer met haar te eten. Haman werd meegesleept door de vreugde van deze eer; hij had een belangrijke functie en hij was bovendien twee keer door de koningin te eten gevraagd. Hij bleef zich echter ergeren aan de Jood Mordechai, die niet voor hem wilde buigen. Hoewel hij al geregeld had dat het hele Joodse volk zou worden uitgeroeid, besloot hij, op aandringen van zijn vrouw, een galg gereed te maken om Mordechai aan op te hangen. Hij zou de koning de volgende ochtend vragen het vonnis te bekrachtigen.
Maar die nacht gaf de slapeloze koning opdracht hem de kronieken voor te lezen. Daardoor realiseerde hij zich dat Mordechai nooit beloond was voor het verijdelen van de aanslag. 's Morgens kwam Haman bij de koning, om zijn goedkeuring te vragen voor het doodvonnis van Mordechai, maar voordat Haman aan het woord kwam, sprak de koning zelf tot hem. Die vroeg hem wat een geschikte beloning zou zijn voor iemand "die de koning wenst te eren". Denkend dat hij het zelf was aan wie de koning dacht, stelde Haman voor dat die persoon het koninklijke gewaad en insignia zou mogen dragen. Daarop gaf de koning opdracht dat deze aan Mordechai geschonken zouden worden. Het is niet duidelijk of Haman wist waarvoor Mordechai gehuldigd werd, maar het spreekt vanzelf dat hij zijn plannen nu voor zich hield.
Pas bij het tweede diner, toen de koning voldoende bekoord was door haar charmes, onthulde Ester haar Joodse identiteit en beschuldigde Haman van het complot om haar en haar volk te vernietigen. De koning liet Haman ophangen aan de galg die hij voor Mordechai had opgericht, en schonk zijn bezittingen aan het beoogde slachtoffer. De koning stelde vervolgens Mordechai aan als grootvizier. Restte nog de uitgevaardigde wet, die onmogelijk kon worden ingetrokken. Mordechai loste dit op door een decreet waarbij hij de Joden het recht gaf zich overal te verzamelen en te verdedigen.

## Poerim
De Joden vieren elk jaar Poerim, ter herinnering aan hun bevrijding. Haman stelde het begin van zijn campagne tegen de Joden op 13 adar. Dit bepaalde de datum van het Poerimfeest.

## Interpretaties
Dianne Tidball redeneert dat terwijl Vasthi een "feministisch icoon" is, Ester een post-feministisch icoon is.
Abraham Kuyper noemt enkele "onaangename aspecten" van haar karakter: dat ze er niet mee akkoord had moeten gaan Vashti's plaats in te nemen, dat ze haar volk niet redde totdat haar eigen leven in gevaar was, en dat ze bloedig wraak nam.
Her verhaal begint met Ester als een mooie en gehoorzame, maar ook relatief passieve figuur. In de loop van het verhaal evolueert ze tot iemand die een beslissende rol op zich neemt in haar eigen toekomst en die van haar volk. Volgens Sidnie White Crawford "weerspiegelt Esters positie in een mannelijk hof dat van de Joden in een niet-Joodse wereld, met onder de schijnbaar kalme oppervlakte altijd dreigend gevaar." Ester is verwant met Daniel doordat zij beiden een "type" vertegenwoordigen voor Joden in de Diaspora, en hopen een succesvol leven te leiden in een vreemde omgeving.

### Ester als retorisch model
Omdat zij alleen retorica gebruikte om de koning te overtuigen haar volk te redden, wordt Ester wel gezien als een model voor een succesvolle retoriek van gemarginaliseerde groepen om hen die macht over hen hebben, te overtuigen. Volgens Susan Zaeske is het verhaal van Ester een "retoriek van ballingschap en empowerment die sinds duizenden jaren het gesprek van gemarginaliseerde volkeren zoals de Joden, vrouwen en Afro-Amerikanen heeft vormgegeven.” 
Zaeske redeneert dat Ester niet alleen voor vrouwen spreekt, maar voor een multi-gender onderdrukte groep en dat zo doet dat het “retorische dynamiek afschildert van niet alleen Joden die aan een vreemd hof leven, maar ook van vrouwen die te maken hebben met een maatschappij die intens vijandig staat tegenover hun gender.” Op die manier is Esters retoriek geïnterpreteerd als niet strikt feministische retoriek of strikt Joodse retoriek maar retoriek van intersectioneel verbannen of gemarginaliseerde groepen.

## Perzische cultuur

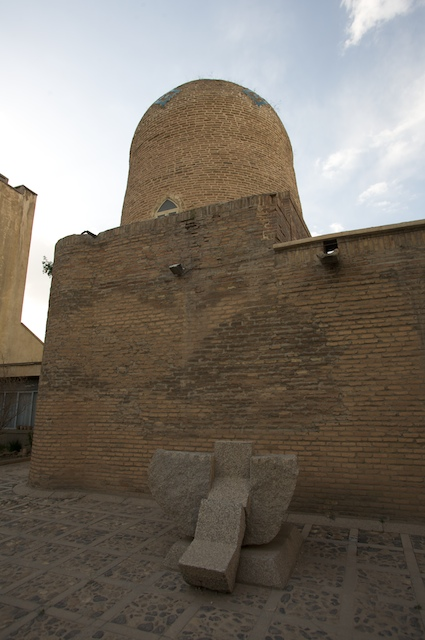
De schrijn waarvan wordt aangenomen dat hij het graf van Ester en Mordechai is in Hamadan, Iran

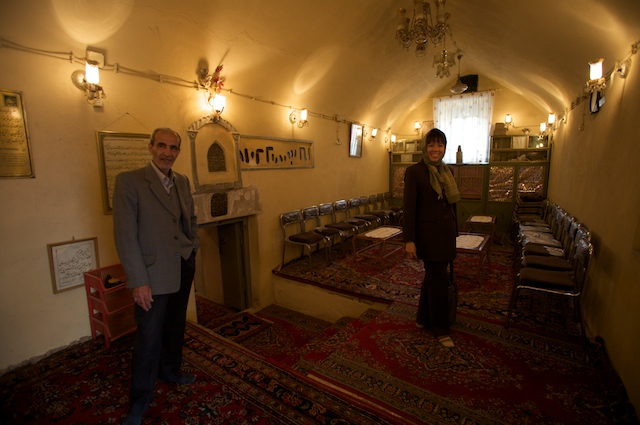
Interieur van de structuur die het graf van Ester en Mordechai zou zijn

Gezien de sterke historische band tussen de Perzische en Joodse geschiedenis, worden hedendaagse Perzische Joden "Esters kinderen" genoemd. Een gebouw waarvan wordt aangenomen dat het het graf van Ester en Mordechai is, bevindt zich in Hamadan, Iran, hoewel het dorp Kfar Bar'am in noord Israël ook claimt de begraafplaats van koningin Ester te zijn.

## Doorwerking
Er zijn verschillende schilderijen waarop Ester wordt afgebeeld, waaronder een van Millais.
Ester wordt op 24 mei als matriarch herdacht in de heiligenkalender van de Lutherse synode van Missouri. Ook in de Oosters-orthodoxe en Koptisch-orthodoxe kerken wordt zij als een heilige beschouwd.